# Babin (obwód winnicki)
Babin (ukr. Бабин, Babyn) – wieś na Ukrainie, w obwodzie winnickim, w rejonie ilinieckim.
Według SgKP należał do Sanguszków i Jaroszyńskich. Według Tadeusza Bobrowskiego należał do Seweryna Bukara.
Siedziba dawnej gminy Babin w powiecie lipowieckim Ukrainy.
Miejscowa szkoła mieści się w dawnym szpitalu, który podczas I wojny światowej został podarowany rosyjskiemu Czerwonemu Krzyżowi przez Władysława Jaroszyńskiego. Przy głównej ulicy znajduje się budynek jednej z pierwszych na Podolu cukrowni, założonej przez jego ojca, Józefa.

## Dwór
- dwór staropolski z oficyną z 20 pokojami, obok park, oranżeria[3]

## Linki zewnętrzne

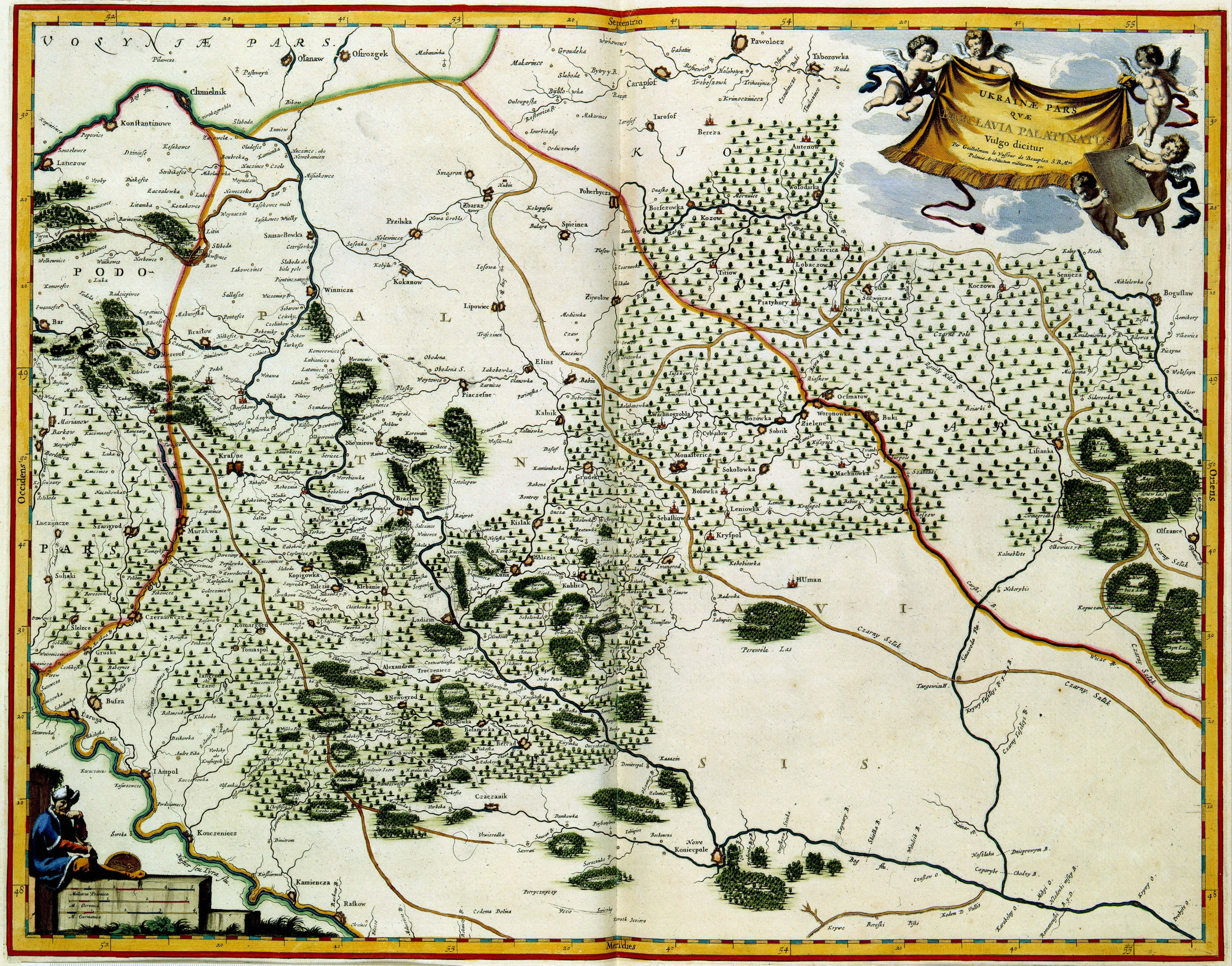
Miejscowość na mapie województwa bracławskiego z 1648 r.